# Bengt Schalin
Bengt Michael Schalin, född 7 januari 1889 i Nykarleby, död 9 november 1982 i Esbo, var en finländsk trädgårdsarkitekt.
Schalin avlade studentexamen 1907 vid ett finskt läroverk i Åbo och studerade därefter hortikultur i bl.a. Belgien och Tyskland, där han 1912 avlade en trädgårdsexamen. Han hade egen planeringsbyrå i Helsingfors 1916–1922 och från 1922 en egen trädgård med plantskola, Rastlösa, i Jorvas i Kyrkslätt, som dock måste överges medan Porkalaområdet var utarrenderat 1944–1956.
Schalin arbetade från 1946 fram till pensioneringen 1957 som stadsträdgårdsmästare i Helsingfors. Han ansågs vara landets främsta expert på sitt område med perenner och prydnadsbuskar som specialitet. Han planerade ett stort antal villaträdgårdar och parker, bland vilka kan nämnas Skolparken i Jakobstad och parken vid Vanögård i Tavastehus.